# Creature Commandos (serie animata)
Creature Commandos è una serie d'animazione per adulti, basata sull'omonimo gruppo di DC Comics. Prodotta da DC Studios e Warner Bros. Animation, è la prima serie televisiva e il primo prodotto in assoluto del DC Universe (DCU) e del cosiddetto "Capitolo Uno: Dei e Mostri". La serie è incentrata su una squadra di black ops composta da mostri assemblata da Amanda Waller. Tutti e sette gli episodi sono stati scritti da James Gunn, showrunner della serie, con Yves "Balak" Bigerel che ne è il supervisore alla regia.
Steve Agee, Maria Bakalova, Anya Chalotra, Zoë Chao, Frank Grillo, Sean Gunn, David Harbour, Alan Tudyk, Indira Varma e Viola Davis costituiscono il cast principale della serie. Dopo che Gunn e Peter Safran sono diventati co-AD dei DC Studios nell'ottobre 2022, Gunn ha iniziato la scrittura di una nuova serie televisiva del DCU che si è rivelata essere Creature Commandos nel gennaio 2023. La produzione della serie è iniziata da allora e il casting era in corso; il cast è stato svelato ad aprile, mentre l'animazione per la serie è stata realizzata da Bobbypills.
Il debutto di Creature Commandos è avvenuto sul servizio di streaming Max nel dicembre 2024. A dicembre 2024 la serie è stata rinnovata per una seconda stagione.

## Trama
Con le sue attività smascherate dalla figlia Leota, Amanda Waller non è più in grado di mettere a repentaglio vite umane per le sue operazioni clandestine come ha fatto in precedenza con la Suicide Squad. Per effettuare una missione in Pokolistan la leader di A.R.G.U.S. è quindi costretta ad assemblare una squadra nota come Creature Commandos: capitanato dal generale Rick Flag Sr, il gruppo è infatti composto da mostri e creature bizzarre, utilizzate come armi sacrificabili.

## Episodi
| Stagione       | Episodi | Trasmissione originale | Trasmissione originale |
| Stagione       | Episodi | Prima trasmissione     | Ultima trasmissione    |
| -------------- | ------- | ---------------------- | ---------------------- |
| Prima stagione | 7       | 5 dicembre 2024        | 9 gennaio 2025         |

## Personaggi e doppiatori
- John Economos (stagione 1, doppiato in originale da Steve Agee): agente dell'A.R.G.U.S. assistente di Amanda Waller.[4]
- La principessa Ilana Rostovic (stagione 1, doppiata in originale da Maria Bakalova).[4]
- Circe (stagione 1, doppiata in originale da Anya Chalotra).[5][6]
- Nina Mazursky (stagione 1, doppiata in originale da Zoë Chao): scienziata anfibia e membro della Creature Commandos.[4][7]
- Rick Flag Sr. (stagione 1, doppiato in originale da Frank Grillo): capo della Creature Commandos.[8] Grillo ha detto che Flag era competente e aveva più autorevolezza di suo figlio Rick Flag Jr., il leader della Suicide Squad.[8][9]
- G.I. Robot (stagione 1, doppiato in originale da Sean Gunn): membro della Creature Commandos ed un androide militare il cui scopo è quello di uccidere i nazisti[4][7][10] I primi design per il personaggio erano simili a un bidone della spazzatura e ai robot della fantascienza degli anni '50, prima che fosse definito il «più amichevole e con gli occhi spalancati» design finale.[11]
- Weasel (stagione 1, doppiato in originale da Sean Gunn): membro della Creature Commandos e della Suicide Squad,[4][12] che è stato paragonato al Diavolo della Tasmania di Looney Tunes.[13] Gunn ha detto che il retroscena di Weasel sarebbe stato esplorato nella serie.[10]
- Eric Frankenstein (stagione 1, doppiato in originale da David Harbour): membro della Creature Commandos e interesse romantico della Moglie,[4][7] che Harbour descrive come «molto colorato».[14] Gli animatori hanno dato al personaggio emozioni più complesse e una silhouette più morbida per riflettere meglio la performance di Harbour.[11]
- Dottor Phosphorus (stagione 1, doppiato in originale da Alan Tudyk): membro della Creature Commandos che è perennemente radioattivo.[4][7] Gli animatori hanno considerato di trasformare il suo scheletro per mostrare le espressioni, prima di decidere che la sua mancanza di espressioni si adattava al personaggio.[15] Hanno incorporato l'effetto Kirby Krackle nella pelle fiammeggiante del personaggio.[11]
- La Sposa (stagione 1, doppiata in originale da Indira Varma): membro della Creature Commandos.[4][16] Questa versione ha due braccia, invece di quattro come nei fumetti, per semplificare la sua rappresentazione sia per l'animazione che per il live-action.[13][15]
- Amanda Waller (stagione 1, doppiata in originale da Viola Davis): capo dell'A.R.G.U.S. che assembla la Creature Commandos.[1]

## Produzione

### Retroscena
James Gunn è stato assunto nell'ottobre 2018 per scrivere e dirigere The Suicide Squad - Missione suicida (2021), sequel standalone del film del DC Extended Universe (DCEU) Suicide Squad (2016) che ha mantenuto alcuni membri del cast del primo film ma che per il resto ha raccontato la propria storia. Ha lavorato con il produttore Peter Safran, che aveva già prodotto anche i film del DCEU Aquaman (2018) e Shazam! (2019). Successivamente hanno ampliato The Suicide Squad in una serie televisiva spin-off, Peacemaker (2022-in corso), per il servizio di streaming HBO Max. Discovery, Inc. e WarnerMedia, società madre di Warner Bros., si sono fuse nell'aprile 2022 per formare Warner Bros. Discovery (WBD), guidata dal presidente e AD David Zaslav. Ci si aspettava che la nuova società ristrutturasse DC Entertainment e Zaslav iniziò a cercare un equivalente del presidente dei Marvel Studios Kevin Feige per guidare la nuova filiale. Gunn e Safran sono stati annunciati come co-presidenti e co-AD degli appena fondati DC Studios alla fine dell'ottobre 2022. Una settimana dopo il loro ingaggio, i due dissero di aver iniziato a lavorare con un gruppo di sceneggiatori per sviluppare un piano di otto-dieci anni per il nuovo DC Universe (DCU), che sarebbe stato un "soft reboot" del DCEU. Gunn e Safran hanno detto che alcuni membri del cast avrebbero ripreso i loro ruoli da The Suicide Squad e Peacemaker nel DCU, e che sarebbe rimasto un "ricordo approssimativo" degli eventi di quei progetti.

### Sviluppo
Nel gennaio 2023, Gunn ha rivelato di trovarsi nel mezzo della scrittura di una nuova serie televisiva del DCU. Alla fine di quel mese, Gunn e Safran hanno presentato la loro lista di progetti del DCU, che sarebbe iniziato con Chapter One: Gods and Monsters. Il primo progetto della lista era Creature Commandos, una serie animata per il successore di HBO Max, Max, basata su un'omonima squadra di black ops che presenta vari mostri delle pubblicazioni DC Comics. Allora, Gunn aveva già scritto i sette episodi che compongono la serie ed era iniziata la produzione. Era considerato come un "aperitivo" per il DCU prima dell'uscita del film Superman (2025), con alcuni personaggi della serie che appaiono in quel film. Gunn sentiva che la serie era parte integrante della loro visione per il DCU, stabilendo il fatto che i personaggi sarebbero stati trattati in modo coerente attraverso diversi media da quel momento in poi. Warner Bros. Animation coproduce la serie. I produttori esecutivi della serie includono Gunn e Safran dei DC Studios, Sam Register di Warner Bros. Animation e Dean Lorey, con Yves "Balak" Bigerel come supervisore alla regia e Rick Morales di Warner Bros. Animation come supervisore alla produzione.

### Sceneggiatura
Creati per Weird War Tales n. 93 (1980) da J. M. DeMatteis e Pat Broderick, i Creature Commandos erano originariamente una squadra di mostri che combattevano i nazisti durante la seconda guerra mondiale. La serie descrive una versione moderna della squadra assemblata da Amanda Waller seguendo la prima stagione di Peacemaker. La squadra è anche chiamata Task Force M, dove la "M" sta per mostro. Essa è composta dai personaggi di Rick Flag Sr., Nina Mazursky, Dottor Phosphorus, Eric Frankenstein, la Moglie, G.I. Robot e Weasel. Gunn ha detto che la Moglie era il personaggio principale della serie. Waller, Weasel e il figlio di Flag, Rick Flag Jr., erano già apparsi in The Suicide Squad.
Nel suo pitch per la serie, Gunn l'ha descritta come oscura, «umoristica ma mai sciocca», e non sentimentale, con tematiche adulte e politiche. È stato influenzato dall'Universal Classic Monsters, dalla serie manga Golgo 13 e dai film di guerra degli anni 1960. Grillo ha detto che la serie era «hard R» con un tono «divertente e sporco». Morales l'ha descritta come una «versione macabra» di gruppi d'azione come il film Quella sporca dozzina (1967) e la serie A-Team (1983–1987).

### Casting e doppiaggio
Gunn e Safran hanno detto che Viola Davis avrebbe ripreso il ruolo di Amanda Waller dai precedenti prodotti del DCU, confermando che darà la voce al personaggio in Creature Commandos con l'annuncio della serie. A quel punto erano in corso ulteriori casting, con Gunn e Safran che intendevano assumere attori che potessero dare voce ai personaggi della serie e interpretarli anche in progetti live-action del DCU; gli attori hanno eseguito audizioni davanti alla telecamera per la serie, invece di quelle vocali come è comune per l'animazione. Il casting era quasi completato alla fine di febbraio 2023. Il cast è stato annunciato ad aprile, con Frank Grillo nei panni di Flag; Maria Bakalova nei panni della principessa Ilana Rostovic, un personaggio originale creato per la serie; Zoë Chao nei panni di Mazursky; Alan Tudyk nei panni del Dottor Phosphorus; David Harbour nel ruolo di Frankenstein; Indira Varma nel ruolo della Moglie; Sean Gunn nel ruolo di G.I. Robot oltre a tornare nei panni di Weasel da The Suicide Squad; e Steve Agee che riprende il ruolo di John Economos da The Suicide Squad e Peacemaker. James Gunn ha detto che Harbour è stata la sua prima scelta per Frankenstein, e che per alcuni attori, tra cui Grillo, erano già previste apparizioni in live-action. Il doppiaggio è iniziato nel maggio 2023 ed è stato completato entro l'agosto dello stesso anno. A novembre 2023, è stata riportata la notizia del casting di Anya Chalotra per il ruolo di Circe, cosa che Gunn ha confermato nel gennaio 2024. Gunn è stato il direttore di doppiaggio per gli interpreti principali.

### Animazione
La produzione era in corso alla fine di gennaio 2023. Gunn ha detto che l'animazione era un modo per «raccontare storie gigantesche» senza un grosso budget. Lo studio di animazione Bobbypills ha lavorato alla serie. Al febbraio 2024, le animatic erano state realizzate ed erano pronte. Gunn ha dichiarato che si stava lavorando agli «elaborati animati finali». La serie aderisce al mandato di Gunn di un look coeso per il DC Universe, in modo che i personaggi e i luoghi possano spostarsi tra i vari media ed essere familiari al pubblico. I designer inizialmente hanno reimmaginato la prigione di Belle Reve per renderla un «bellissimo locale gotico in cima a una collina», ma Gunn ha detto loro che doveva corrispondere al design dell'«edificio spento e noioso» visto in The Suicide Squad. Nuove location, come la villa di Frankenstein, presentano design più vicini all'aspetto originale di Belle Reve.

## Colonna sonora
Nell'agosto 2024, Gunn rivelò che Kevin Kiner e Clint Mansell stavano componendo la partitura per la serie. La coppia aveva già composto le musiche per la prima stagione di Peacemaker. La sigla di Creature Commandos è Moliendo café dell'artista venezuelano Hugo Blanco. Durante lo sviluppo della serie, Gunn ha creato una «moodboard musicale» ispirata alle opere di Gogol Bordello e dei Dresden Dolls.

## Promozione
Una sessione di making-of e presentazione della serie con Balak e Morales si è tenuta al Festival internazionale del film d'animazione di Annecy 2024. Gunn non ha potuto partecipare a causa del suo programma di riprese per Superman, ma ha introdotto la presentazione tramite un videomessaggio. Sono state mostrate due sequenze di storyboard insieme al design dei personaggi e delle location. Rafael Motamayor di /Film e Kambole Campbell di Animation Magazine hanno entrambi criticato il videomessaggio di Gunn definendolo noioso e troppo concentrato sulla strategia aziendale. Erano più positivi riguardo al resto della presentazione e al filmato che è stato mostrato, ma hanno espresso preoccupazione per il fatto che le esigenze del DCU più ampio fossero anteposte a ciò che era meglio per la serie; Motamayor ha detto che il passaggio dal nuovo design di Belle Reve a uno più simile a The Suicide Squad è stato accolto con «palpabile delusione» durante la presentazione. Entrambi hanno elogiato altri elementi di design. Campbell sperava che le intenzioni creative di Balak e Bobbypills emergessero nella serie finale con più risalto rispetto alle esigenze di sinergia aziendale. Il primo trailer è stato pubblicato durante un panel sulla serie al San Diego Comic-Con nel luglio 2024.

## Distribuzione
I primi due episodi della prima stagione della serie sono andati in onda il 5 dicembre 2024 sul servizio di streaming Max, gli altri cinque episodi sono usciti settimanalmente fino al 9 gennaio 2025.

## Accoglienza

### Critica
La serie ha ricevuto recensioni positive da parte della critica. Su Rotten Tomatoes ha una percentuale di gradimento del 95% basato su 41 recensioni, con un voto medio di 7,9 su 10. Su Metacritic ha invece un punteggio di 74 su 100 sulla base di 12 recensioni.